# Radioåret 1948

## Händelser

### Februari
- Februari - Sveriges Radio anordnar en debatt på temat "Är Sverige vanstyrt?".

### Augusti
- 20 augusti - Bilmekanikern Sture Jonsson löser den 2 000 000:e svenska radiolicensen.
- 23 augusti - Sveriges Radio börjar sända Glada gänget [1]

### Okänt datum
- I en radiogudstjänst från Filadelfiakyrkan, Stockholm, tackar man Gud för att en person blivit helad från sjukdom. Detta väcker debatt och pingströrelsen utestängs från medverkan i Sveriges Radio. Pingstledaren Lewi Pethrus tar initiativet till IBRA Radio, som 1955 kommer igång med egna utsändningar.

## Födda
- 8 september – Lena Rångeby, programledare i Sveriges Radio.

### Fotnoter
1. ↑  ”78:or & film”. Arkiverad från originalet den 5 mars 2021. https://web.archive.org/web/20210305042652/http://musiknostalgi.atspace.cc/ra_lic.htm. Läst 26 mars 2011.